# 142,857
142,857(십사만 이천팔백오십칠)은 142,856보다 크고 142,858보다 작은 자연수다.

## 수학
- 합성수로, 그 약수는 총 32개다. (1, 3, 9, 11, 13, 27, 33, 37, 39, 99, 111, 117, 143, 297, 333, 351, 407, 429, 481, 999, 1221, 1287, 1443, 3663, 3861, 4329, 5291, 10989, 12987, 15873, 47619, 142857)
  - 142857의 진약수의 합은 112503이므로, 142857은 부족수다.
- 곱했을 때 숫자가 순환하는 ‘순환수’다. (Cyclic number)
  - 142857×1=142857
  - 142857×2=285714
  - 142857×3=428571
  - 142857×4=571428
  - 142857×5=714285
  - 142857×6=857142
- 25번째 카프리카 수이자, 가장 작은 6자리 카프리카 수다. 앞의 카프리카 수는 99999, 다음은 148149다.

{\displaystyle 142857^{2}=20408122449}이며, {\displaystyle 20408+122449=142857}이므로 142857은 카프리카 수다.
- {\displaystyle {\frac {1}{7}}=0.{\dot {1}}4285{\dot {7}},\ {\frac {2}{7}}=0.{\dot {2}}8571{\dot {4}},\ \dots ,\ {\frac {6}{7}}=0.{\dot {8}}5714{\dot {2}}}
- {\displaystyle 142857\approx {\frac {1}{7}}\times 10^{6}}
- 142857×7=999999(=142857+857142=285714+714285=428571+571428)
- 14+28+57=99
- 142+857=999
- 1428+5714+2857=9999

## 기타
- 베르나르 베르베르의 소설 《신》에서 주인공 미카엘 팽송이 사는 빌라 주소는 142857호다.
- 베르나르 베르베르의 소설 《신》에서 등장인물 에드몽 웰즈의 책 《상대적이며 절대적인 지식의 백과사전》 5권에 142857에 대하여 기록되어있다.

## 같이 보기
- 100,000